# Bibio handlirschi
Bibio handlirschi är en tvåvingeart som beskrevs av Oswald Duda 1930. Bibio handlirschi ingår i släktet Bibio och familjen hårmyggor. Inga underarter finns listade i Catalogue of Life.